# Integridad digital (derecho)
El derecho al respeto de la integridad numérica es un derecho emergente para proteger la vida digital de las personas.

## Principio
Toda persona (física o jurídica) tiene derecho al respeto de su integridad física y moral. Con la Revolución Digital, ha surgido el concepto de vida digital. « Si los seres humanos tienen una existencia digital, es necesario considerar que su integridad se extiende también a esta dimensióni». Según la Asociación Francófona de Autoridades de Protección de Datos Personales (AFAPDP), « los datos de carácter personal son elementos constitutivos de la persona humana, que por lo tanto tiene derechos inalienables sobre ellos ». Esta posición es defendida por la Asociación de Autoridades de Protección de Datos en una resolución propuesta por la Commission nationale de l'informatique et des libertés (CNIL).
Incluido en el Derecho a la vida, el derecho a la integridad digital se propone como justificación de todos los derechos digitales. La introducción del derecho a la integridad digital en los derechos fundamentales permite reivindicar el derecho a la autodeterminación informativa a nivel constitucional.

## Alemania
El Partido Pirata de Alemania introdujo el derecho a la integridad digital en su programa político para las elecciones federales en Alemania el 29 de mayo de 2021. El Partido Pirata propone modificar el artículo 2(2) de la Ley Fundamental para la República Federal de Alemania. El texto propuesto es: « Toda persona tiene derecho a la vida y a la integridad física y digital. La libertad de la persona es inviolable. Estos derechos sólo pueden ser limitados en virtud de una ley ».

## Costa Rica
Se organizó una conferencia en la Asamblea Legislativa de Costa Rica sobre inteligencia artificial y democracia participativa, que incluyó una exposición sobre el desarrollo del derecho a la integridad digital.

## Francia
En un discurso el 15 de junio de 2017, el Presidente de Francia, Emmanuel Macron, mencionó el concepto de integridad digital en el contexto de la ciberseguridad en la sociedad digital: « La ciberdelincuencia, los ciberataques forman parte de nuestra vida cotidiana y en este sentido, Francia debe aspirar a la excelencia. Protegiendo los datos personales y la integridad digital. Protegiendo la vida cotidiana de nuestros conciudadanos. ».
El diputado Bruno Bonnel propuso el 7 de febrero de 2018 una enmienda para asociar los datos con un valor patrimonial y moral para que cada persona tenga autoridad sobre su integridad digital, pero no fue aceptada.

### Ciudad de Estrasburgo
El 9 de diciembre de 2024, el Ayuntamiento de Estrasburgo votó por unanimidad a favor del «Derecho a la integridad digital de las personas en sus principios fundamentales, para garantizar un acceso igualitario y de calidad a los servicios públicos, tanto en línea como fuera de línea».

## Suiza

### Doctrina jurídica
Se realizó un coloquio sobre el tema « El derecho a la integridad digital: ¿verdadera innovación o simple evolución del derecho?» en la Facultad de Derecho de la Universidad de Neuchâtel (Suiza). Las actas del coloquio fueron publicadas por la Universidad de Neuchâtel.

### Política
El Partido Pirata de Suiza denuncia regularmente las violaciones a la integridad digital.
El Partido Socialista Suizo ha incluido el concepto de integridad digital en su Política relacionada con Internet: « El PS se compromete a favor del reconocimiento y protección de la integridad digital de los ciudadanos. La garantía de la integridad digital es el principal impulsor del derecho a la autodeterminación informativa ».
El « Barómetro Digital » presentado por Swico, la asociación profesional para el sector de TIC e Internet en Suiza, publicó el 25 de septiembre de 2019 los resultados de una encuesta realizada a los candidatos a las Elecciones Federales suizas de 2019. A la pregunta « ¿Debe Suiza incluir en su Constitución un derecho fundamental a la integridad digital, incluyendo el derecho a la autodeterminación digital y el derecho al olvido digital? », los candidatos de todos los partidos se pronunciaron totalmente o en su mayoría a favor de tal derecho fundamental, incluyendo el 99% de los participantes de Los Verdes (Suiza) y el 55% de los candidatos de la Unión Democrática de Centro.

### Derecho

#### Nivel federal
Un proyecto de iniciativa popular tiene como objetivo agregar el derecho a la integridad digital dentro del artículo 10 de la Constitución Federal de la Confederación Suiza. El proyecto de iniciativa popular "Por una soberanía digital" busca modificar la Constitución Federal de la Confederación Suiza para agregar los conceptos de integridad y soberanía digital.
El 29 de septiembre de 2022 Samuel Bendahan presenta una iniciativa parlamentaria que busca introducir el derecho a la integridad digital en la Constitución Federal.

Mapa de adopción del derecho a la integridad digital en los cantones suizos - julio de 2024.

#### Ginebra
En septiembre de 2020, en el cantón de Ginebra, se lanza una iniciativa popular cantonal constitucional por parte de la sección genevoise del Partido Liberal Radical Suizo para agregar un párrafo en el artículo 21 de la Constitución de la República y al Cantón de Ginebra que establezca que « toda persona tiene derecho a la salvaguardia de su integridad digital ». En noviembre de 2020, la iniciativa se abandona a favor de una ley constitucional. El proyecto de ley constitucional es presentado el 28 de abril de 2021 y prevé la adición de un párrafo nuevo idéntico al proyecto de iniciativa. El 22 de septiembre de 2022, l Gran Consejo de Ginebra votó a favor de la ley constitucional.
El 18 de junio de 2023 es aceptado por más del 94% de la población, para agregar un nuevo derecho en la constitución del cantón con el artículo 21A de la siguiente manera:
Art. 21A Derecho a la integridad digital (nuevo)
1 Toda persona tiene derecho a la salvaguardia de su integridad digital.
2 La integridad digital incluye en particular el derecho a ser protegido contra el tratamiento abusivo de los datos relacionados con su vida digital, el derecho a la seguridad en el espacio digital, el derecho a una vida fuera de línea y el derecho al olvido.
3 El tratamiento de los datos personales cuya responsabilidad recae en el Estado solo puede llevarse a cabo en el extranjero en la medida en que se garantice un nivel adecuado de protección.
4 El Estado promueve la inclusión digital y sensibiliza a la población sobre los desafíos digitales. Se compromete a favor del desarrollo de la soberanía digital de Suiza y colabora en su implementación.

#### Jura
El 28 de septiembre de 2022 Quentin Haas, diputado en el Parlamento del cantón de Jura, presenta una iniciativa parlamentaria « ¡Garanticemos la integridad digital para todas y todos! ». Es aceptada el 15 de febrero de 2023.

#### Neuchâtel
En enero de 2023 el grupo socialista propone ante el Gran Consejo de Neuchâtel un proyecto de decreto que modifica la Constitución de la República y Cantón de Neuchâtel de la siguiente manera:
Art. 10, párrafos 2 y 3 (nuevo)
2 Se garantiza en particular el derecho a la vida, el derecho a la integridad física, mental, psíquica y digital, así como la libertad de movimiento.
3 La integridad digital incluye, en particular, el derecho a la seguridad en el espacio digital, el derecho a no ser vigilado, medido, analizado, el derecho a una vida fuera de línea y el derecho al olvido.
Art. 11, párrafo 2
2 Tiene derecho a ser protegido/a contra el uso no consentido de sus datos personales. Puede consultar estos datos y exigir la rectificación de los inexactos y la eliminación de los innecesarios.
Este cambio deberá ser sometido a votación
.

#### Valais
La Comisión 2 de la Constituyente sobre los derechos fundamentales del Cantón del Valais propone la introducción de un párrafo en la futura Constitución que establece que « Toda persona tiene derecho a la integridad digital ».

#### Vaud
Una iniciativa presentada en enero de 2023 por unos cuarenta diputados propone agregar el artículo 15a « Protección de la integridad digital » en la constitución del cantón de Vaud de la siguiente manera:
1. Toda persona tiene derecho a la protección de su integridad digital.
2. La integridad digital incluye, en particular, el derecho a ser protegido/a contra el tratamiento abusivo de los datos relacionados con su vida digital, el derecho a la seguridad en el espacio digital, el derecho a una vida fuera de línea y el derecho al olvido.
3. El tratamiento de los datos personales de responsabilidad del Estado no puede realizarse en el extranjero más que en la medida en que se garantice un nivel adecuado de protección.
4. El Estado promueve la inclusión digital y sensibiliza a la población sobre los desafíos digitales. Se compromete a favor del desarrollo de la soberanía digital de Suiza y colabora en su implementación.

#### Zug
En junio de 2023 el partido político Parat solicitó al parlamento añadir el derecho a la integridad digital en un nuevo Artículo 8 bis de la constitución del cantón de Zug.

## República Checa
La Facultad de Derecho de la Universidad Palacký de Olomouc está financiando un proyecto de investigación sobre el tema: « La integridad digital de la persona como fundamento de los derechos digitales ».